# Saturnia spini
Saturnia spini es una especie de lepidópteros (mariposas) de la familia Saturniidae, subfamilia Saturniinae y género Saturnia. La coloración de la especie es sólo ligeramente variable. Ocasionalmente se pueden observar individuos con manchas oculares más pequeñas, pero rara vez están completamente ausentes. También hay individuos con escamas más finas y aquellos en los que la banda marginal y el medio campo están muy oscurecidos.

## Descripción
Es una polilla mediana con una envergadura de 57 a 65 milímetros en los machos y de 70 a 80 milímetros en las hembras, quizás hasta 100 milímetros (3,9 plg). Ambos sexos tienen el mismo color base gris, muy parecido a las hembras de la polilla Saturnia pavonia. La especie no se desarrolla en dicroísmo sexual. 
Las antenas son de color marrón rojizo, en los machos son largas y tienen cuatro plumas. La cabeza y el tórax son de color marrón oscuro. El cuello es de color blanco sucio y relativamente ancho. El abdomen es de color marrón oscuro y tiene un anillo de pelo de color gris blanquecino en la parte superior de cada segmento. Estos pelos son significativamente más largos y fuertes que los de especies similares. En comparación con el ojo de Saturnia pavonia, las hembras tienen dientes intermedios más largos en las antenas, son más poderosas y también tienen más pelo en el abdomen.
Los adultos vuelan de abril a junio en una sola generación.
- Distribución : desde el sudeste de Europa hasta el sur de Rusia y Asia Menor.
- Hábitat : tierras baldías.

### Alas
Las alas anteriores son de color blanco grisáceo y tienen una franja transversal clara con bordes oscuros cerca de la base, que, sin embargo, no tiene curvatura. Las distintivas bandas dentadas, que corren paralelas en el campo discal,: Notas 1  terminan en el centro del borde interior del ala y, por lo tanto, están más cerca de la base del ala en comparación con especies similares, y tienen un arco notablemente cóncavo. Estas bandas son más onduladas que en especies similares y también se pueden ver en la parte inferior de las alas. El campo medio de las alas anteriores entre la mancha ocular y el borde interior del ala suele ser de color mucho más claro con su color blanco grisáceo.: Notas 1  La banda posdiscal es muy ancha en el borde interior y se estrecha hasta una punta roma hacia la banda roja relativamente pequeña debajo de la punta del ala, dándole una apariencia en forma de cuña. Esta banda posdiscal es de color marrón grisáceo oscuro, con escamas dispersas de color marrón y violeta rojizo. El margen del ala es relativamente ancho, de color gris rojizo, separado de la banda discal por una banda blanca clara, que se vuelve turbia.
Las alas traseras tienen el mismo color que las anteriores, pero son de un gris más claro en el interior. La banda dentada doble termina en el borde interior tanto más cerca de la base como en la polilla pequeña Saturnia pavonia, lo que significa que la banda posdiscal, al igual que las alas anteriores, es más ancha y en forma de cuña en el borde interior.

## Ciclo de vida
Los huevos son ovalados, de color blanco grisáceo, miden 1,4 a 2,2 milímetros (0,1 a 0,1 plg) y están cubiertos de una secreción de color marrón oliva. Las orugas miden entre 65 a 80 milímetros (2,6 a 3,1 plg) de largo cuando están completamente desarrolladas y aparecen en una variante de colores. Son negros, pero pueden tener sutiles marcas grises o azules. Sus tubérculos en forma de botones son de color naranja rojizo en las orugas adultas. La pupa mide unos 26 milímetros de largo y es de color marrón oscuro a negro. Está notablemente aplanado dorsoventralmente. Su cuerpo tiene forma de coma.[
Dependiendo de las condiciones climáticas, las mariposas vuelan en una generación de abril a junio.
En Europa, las orugas viven polífagamente principalmente en especies de Prunus y rosas (Rosa), pero también se pueden encontrar en otros árboles frutales, Prunus spinosa, espinos (Crataegus), olmos (Ulmus), alisos (Alnus), sauces (Salix), Malus y álamos Pópulo. En Turquía y Crimea, sin embargo, las orugas se encuentran principalmente en los miembros espinosos de la familia de las rosas (Rosaceae). Entre Saratov y Volgogrado, en Rusia, la especie prefiere comer espino amarillo (Rhamnus).

## Distribución
La especie se encuentra desde el este de Austria y Polonia a través del este y sureste de Europa hasta Grecia, Turquía, Armenia, Crimea y Kazajistán. Se encuentran en hábitats soleados y secos en zonas bajas y medias montañosas con vegetación arbustiva, como estepas o semiestepas arbustivas. En Turquía, la especie se ha registrado hasta 1500 metros (59 055,1 plg) sobre el nivel del mar.
A diferencia de otras polillas similares, ambos sexos S. spini son nocturnos. Estas polillas no son fieles a su ubicación, por lo que las orugas pueden encontrarse en nuevos biotopos en años sucesivos.